# Lucia Smith Carpenter Bliss
Lucia Smith Carpenter Bliss (1823–1912) foi uma artista botânica americana. Nasceu em Rehoboth, Massachusetts . Exibiu o seu trabalho na Exposição Universal de 1876, em Filadélfia. Faleceu em Jamaica Plain, Boston, Massachusetts. Os seus documentos estão nos arquivos de artistas das Bibliotecas e Arquivos Smithsonian .

## Galeria

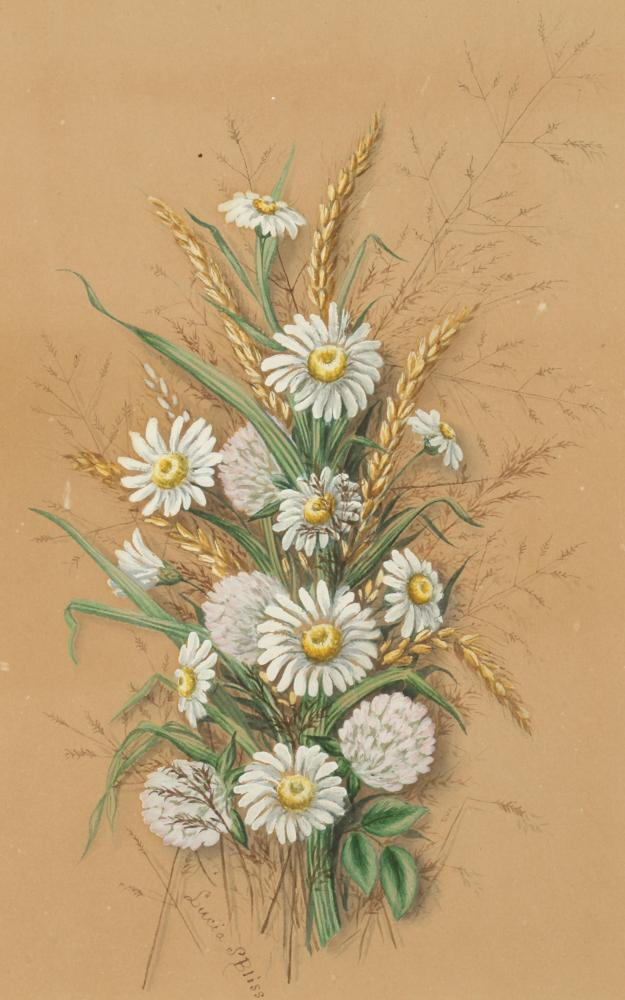
Bouquet de Trigo e Margaridas
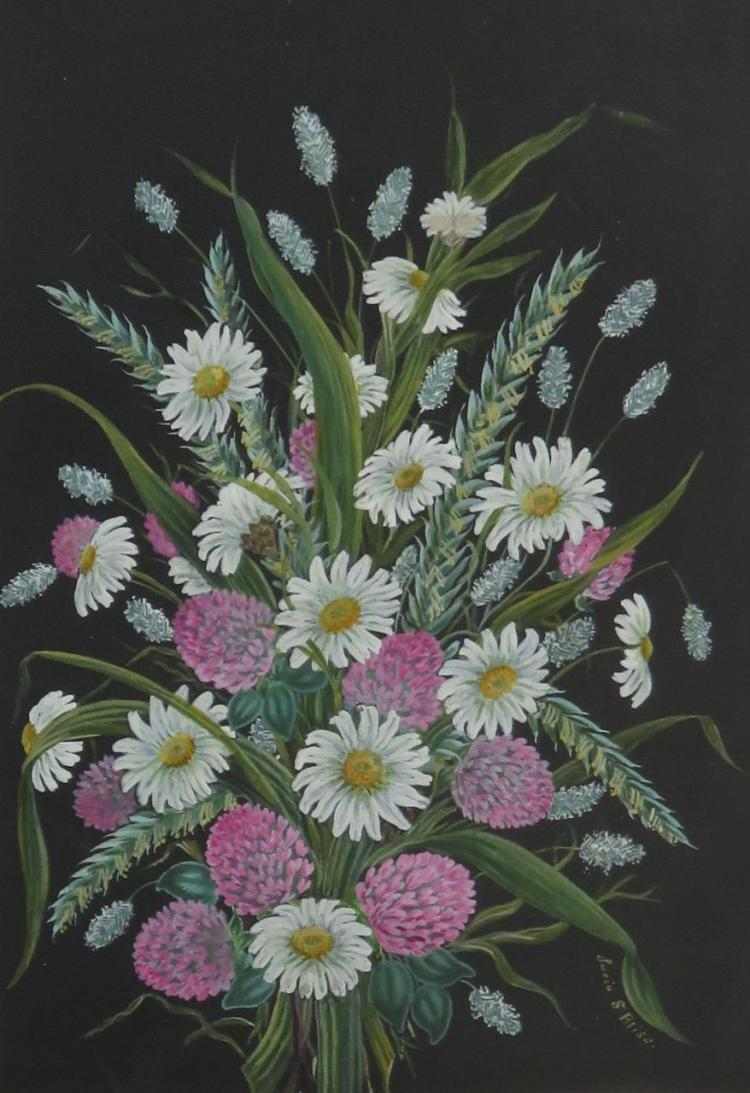
Bouquet floral
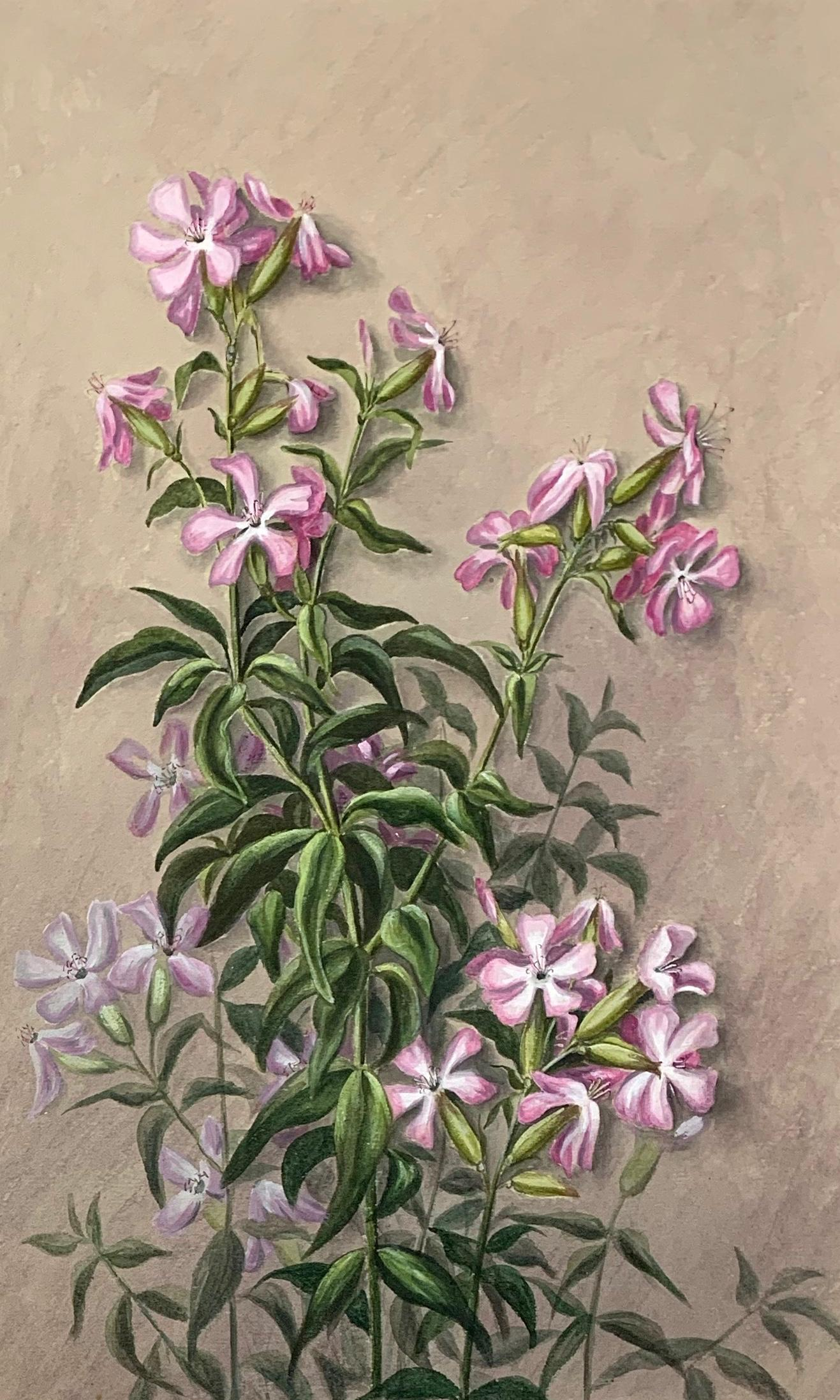
Flora